# Рыблово (Тверская область)
Рыблово — деревня в Старицком районе Тверской области.

## География
Находится в 3 километрах к северу от города Старица, в 5 км от шоссе «Тверь—Ржев» (от Твери 68 км). В 1 км к северо-западу — река Волга.

## Население
| 2008 | 2010 |
| ---- | ---- |
| 15   | ↗20  |